# Háleygjatal
Háleygjatal (Håløygjatal) es un poema escáldico de Eyvindr skáldaspillir honrando a Håkon Sigurdsson y sus ancestros, fechada hacia finales del siglo X. Posiblemente fue compuesta por motivos políticos para justificar un derecho ancestral a ocupar el poder frente a Ynglingatal que hizo lo propio con otro clan rival, los Ynglings.
El poema solo permanece parcialmente conservado en diferentes secciones de Skáldskaparmál, Heimskringla y otros dos manuscritos de las sagas reales. Aparenta ser una imitación menor de Ynglingatal. Como en Ynglingatal contiene 27 generaciones (3 x 3 x 3), y algunas expresiones parecen prestadas de Ynglingatal. Más aún, también está compuesta en la misma métrica, kviðuháttr, y la temática parece seguir el trazado del linaje del poeta hasta el origen en los dioses.
Aparte del poema citado en la  Saga Ynglinga menciona a Odín y Skaði.